# اختبار تقييم الخريجين
اختبار تقييم الخريجين (GRE) هو اختبار قياسي ومعتمد وشرط للقبول في كليات الدراسات العليا في الولايات المتحدة الأميريكية وفي البلدان الناطقة باللغة الإنجليزية ولبرامج العمل في جميع أنحاء العالم.
تمتلكه وتديره خدمة اختبار المستوى التعليمي (ETS). أُنشئ الاختبار في عام 1936 من قبل مؤسسة كارنيجي للنهوض بالتعليم.
يهدف الاختبار إلى: قياس المنطق الشفهي، والمنطق الكمي، والكتابة التحليلية، ومهارات التفكير الناقد المكتسبة على مدى فترة طويلة من الزمن وغير المرتبطة بأي حقل معين من الدراسة يتم تقديم اختبار الـGRE العام على الحاسوب مدار من قبل مراكز اختبار مؤهلة ومحددة.
في عملية القبول للدراسات العليا يختلف مستوى التأكيد على درجة الاختبار على نطاق واسع بين المدارس وبين الإدارات داخل المدارس تتراوح أهمية نتيجة الاختبار من كونها مجرد قبول شكلي إلى عامل اختيار مهم.
تم تحديث الاختبار وإنهائه بشكل كامل في أغسطس من عام 2011، إنشاء الاختبار على أساس عدم اعتماد سؤال على سؤال بس على الأقسام، بحيث أن الأداء في الأجزاء اللفظية والرياضية الأولى يحدد صعوبة القسم الذي يليه بشكل عام، يحتفظ الاختبار بالاسئلة والأقسام عن سابقتها، ولكن العلامة قد تغيرت إلى مقياس من 130 إلى 170 علامة.

## تكلفة تقديم الاختبار
تتراوح مابين 130 إلى 210 دولار أميريكي اعتمادا على البلد اللي تم تقديم الاختبار فيه، بالرغم من أن خدمة اختبار المستوى التعليمي سوف تخفض ثمن التكلفة تحت ظروف معينة وهم يقومون بتعزيز الدعم المالي للمتقدمين للاختبار الذين يواجهون مشقة مادية خدمة اختبار المستوى التعليمي قامت بمسح سجلات الاختبار الأقدم من خمس سنوات، على الرغم من أن سياسات برنامج الدراسات العليا في قبول العلامة التي مضى عليها أكثر من خمس سنوات سوف تختلف.

## الهيكلية
يحتوي الاختبار العام القائم على الأجهزة الحاسوبية على ستة أقسام القسم الأول دائما هو الكتابة التحليلية يتضمن مسائل منفصلة بتوقيت منفصل ومسائل براهين ومناقشات الأقسام الخمسة التالية تحتوي على قسمين للمنطق اللفظي، قسمين للمنطق الكمي وإما قسم تجريبي أو بحثي قد تظهر هذه الأقسام الخمسة في أي ترتيب القسم التجريبي لا يعد نحو النتيجة النهائية ولكن لا يتم تمييزه عن الأقسام المسجلة على عكس الاختبار القائم على الحاسوب قبل أغسطس سنة 2011.
للممتحن حرية التنقل والتخطي ذهابا وإيابا بين الأقسام يستغرق إجراء الاختبار حوالي 3 ساعات و45 دقيقة. تعطى دقيقة استراحة بعد كل قسم و10 دقائق بعد القسم الثالث.
اختبار الـ GRE الشامل الورقي يتكون من ستة أقسام وهو متوفر فقط في المناطق التي لا يكون فيها الاختبار على أجهزة الحاسب متاحا تنقسم الكتابة التحليلية إلى قسمين، قسم واحد لكل مسألة وسؤال برهنة ومناقشة الأربعة أقسام التالية تتكون من قسمين لفظيين وقسمين كميين في ترتيب مختلف لا يوجد القسم التجريبي في الاختبار المجرى على الورق.

### القسم اللفظي
القسم اللفظي المجرى على الحاسوب يقيّم القراءة والفهم، التفكير الناقد واستخدام المصطلحات الاختبار اللفظي يسجل بمقياس من 130-170 درجة، بمعدل زيادة نقطة واحدة (قبل أغسطس 2011 كان المقياس من 200-800 درجة بمعدل زيادة 10 نقاط). في الاختبار المثالي، كل قسم لفظي يتكون من 20 سؤال يُنهى في غضون 30 دقيقة. كل قسم لفظي يتكون من حوالي 6 نصوص لإكمالها، 4 جمل تكافؤ و10 أسئلة قراءة نقدية تشمل التغييرات في سنة 2011 على خفض التركيز على معرفة المصطلحات الروتينية المعتادة وحذف المتضادات والمتشابهات إكمال النص قد حل محل إكمال الجملة وأنواع جديدة من أسئلة القراءة قد سمحت بالاختيار من متعدد.

### القسم الكمي
يقيم القسم الكمي المقدم على الحاسوب المعرفة الرياضية الأساسية المقدمة في المدارس الثانوية ومهارات التفكير والاستنتاج يقاس الاختبار الكمي بعلامات من 130-170 علامة بمعدل زيادة نقطة واحدة (قبل أغسطس سنة 2011 كان المقياس من 200-800 بمعدل زيادة عشر نقاط). في الاختبار النموذجي، كل قسم كمي يتكون من عشرين سؤال تُنهى في غضون 35 دقيقة. يتكون كل قسم كمي من حوالي ثمان مقارنات كمية، 9 فقرات حل مسائل و3 أسئلة تحليل وتفسير بيانات.
تشمل التغييرات التي حدثت في سنة 2011 إضافة فقرات إدخال الأرقام التي تطلب من الممتحن أن يملأ الفراغ وأسئلة الاختيار من متعدد التي تتطلب أن يختار الممحتن إجابة واحدة صحيحة.

### قسم الكتابة التحليلية
يتكون قسم الكتابة التحليلية من مقالين مختلفين، مقال لحل مشكلة ومقال للمناقشة يتم تصحيح نتائج القسم الكتابي من 0-6 مع الاخذ بعين الاعتبار للنصف (مثال: 5.5) بحيث 6 هي الأعلى درجة الممكن الحصول عليها. تُكتب المقالات على الحاسوب باستخدام برنامج معالجة النصوص المصمم خصيصا من قبل الـ ETS (خدمة اختبار المستوى التعليمي). يسمح البرنامج بأداء الحاسوبية الأساسية فقط ولا يتيح التدقيق الإملائي أو أية ميزات متقدمة.
يصحح ويقاس المقال من قبل القارئين المصححين (على الأقل اثنان) في ستة درجات على كامل المقالة إذا كانت العلامتان للمقالتين متعادلتين، يأخذ المتوسط لهما إذا اختلفت درجة المقالين بمعدل درجة واحدة فارقة، يعاد تصحيح المقال من قبل مصحح ثالث.

#### مسائل حل المشكلة
يعطى مجري الاختبار ثلاثون دقيقة لكتابة مقال عن أي موضوع مختار تختار موضوعات المسألة من بين مجموعة من الأسئلة.

#### مسائل المناقشة
تعطى مسألة نقاش لمجري الاختبار تقود سلسة من الحقائق والاعتبارات إلى استنتاج معين ويُطلب من مجري الاختبار أن ينتقد ويناقش هذه الحقائق والاستنتاجات يطلب من المتقدم أن يأخذ منطق المناقشة بعين الاعتبار وتقديم اقتراحات حول كيفية تطوير وتحسين هذا المنطق يُتوقَّع من المتقدم أن يحدد عيوب النقاش المنطقية، دون أن يعطي رأيه الشخصي في الموضوع والوقت المخصص لهذا المقال 30 دقيقة. تُختار النقاشات من بين مجموعة من المواضيع.

### القسم التجريبي
القسم التجريبي، والذي يمكن أن يكون إما شفهي، كمي أو مسألة كتابة تحليلية، ويتضمن على أسئلة جديدة تدرس الـ ETS أخذها بالاعتبار مستقبلاً على الرغم من أن القسم التجريبي لا يعد ضمن نتيجة المتقدم للاختبار إلا أنه غير معرّف ويظهر مشابه لبقية الأقسام المسجلة درجتها لأن المتقديم للاختبار ليست لديهم رؤية واضحة بمعرفة أي قسم هو القسم التجريبي، ولذلك ينصح عادة أن يبذل المختبرون جهدهم في كل قسم أحيانا يتم تقديم قسم بحوث معرّفة بدلاً عن القسم التجريبي. لا يوجد القسم التجريبي في الاختبار الورقي.

## العلامات

### نسبة الدرجات المقاسة
نسب الاختبار العام الحالي والفهرس الأبجدي المسبق التنسيق هم كالتالي الوسائل والانحرافات المعيارية لقياس العلامات الحديثة غير متوفرة حالياً.
المقارنات لمستهدفي التخصصات العليا محدودة وتقتصر على الذين حصلوا عل شهاداتهم الجامعية قبل سنتين من تاريخ الاختبار كحد أعلى لا تقدم مؤسسة أو خدمة قياس المستوى التعليمي بيان الدرجات للطلاب الغير تقليديين الذين مضى على خروجهم من المدرسة أكثر من سنتين، على الرغم من أن تقريرها الخاص (RR-99-16) يشير إلى أن 22% من المتقدمين للاختبار في عام 1996 كانوا فوق عمر الثلاثين.

## استخدامه في عملية القبول
في الدول الناطقة باللغة الإنجليزية وخصوصاً في الولايات المتحدة الأمريكية، العديد من الجامعات تطلب نتائج ال جي آر ايه في مرحلة القبول لدراسة التخصصات العليا اختبار الـ (GRE) هو اختبار معتمد يهدف إلى قياس قدرات الطالب المتخرج في المجالات الأكاديمية بغض النظر عن تخصصاتهم يفترض من اختبار الـ (GRE) قياس مدى تطوير التعليم المدرسي للمهارات الفردية وا لكمية كفكرة تجريدية.
خلافا لغيرها من اختبارات القبول الموحد (مثل SAT، LSAT، وMCAT)، الاستخدام والقياس لدرجة اختبار الـ (GRE) تختلف اختلافاً كبيراً ليس فقط من مدرسة إلى أخرى، ولكن من إدارة إلى أخرى، ومن برنامج إلى برنامج أيضاً.
تأخذ البرامج في مواضيع الفنون الحرة درجة القسم اللفظي في عين الاعتبار لتكون من اهتمامها، في حين أن برامج الرياضيات والعلوم قد تهتم فقط بالقدرة الكمية، حيث أن أغلب المتقدمين لديهم درجات كمية عالية، قد تصبح الدرجة اللفظية كعامل اختيار في هذه الاختبارات.
يعتمد القبول في الدراسات العليا على مزيج من العوامل المعقدة المختلفة: ترى المدارس خطابات التوصية، وبيان عن الغرض والهدف، ومعدل الطالب الأكاديمي، ودرجة اختبار الـGRE...إلخ.
بعض المدارس تعتمد على درجة اختبار الـGRE كقرار للقبول، لكن ليس في قرارات التمويل، ويعتمد غيرهم عليه في عملية اختيارهم لمرشحي المنح والزمالة الدراسية ولكن ليس للقبول.
في بعض الحالات، قد يعتبر اختبار الـGRE متطلب عام للقبول في الدراسات العليا المُلزم من قبل الجامعة، بينما بعض الإدارات قد لا تنظر إلى الدرجة إطلاقا سوف توضح مدارس الدراسات العليا معلومات حول كيفية اعتبار اختبار الـGRE في قرارات القبول والتمويل، ومعدل درجات الطلاب المُسبقة أفضل طريقة لمعرفة كيف يمكن لمدرسة محددة أن تقيم وتستخدم درجة اختبار الـGRE في عملية القبول هي التواصل مع الشخص المسؤول عن القبول في الدراسات العليا وسؤاله عن برنامج محدد (و ليس التواصل مع كلية الدراسات العليا).

## اختبارات الدراسات العليا
بالإضافة إلى الاختبارات العامة، هناك أيضاً ثمانية مواد لإختبارات تقييم الخريجين تختبر المعرفة في مناطق معينة في الكيمياء الحيوية، والخلايا وجزيئات الأحياء، والكيمياء، وعلم الحاسوب، والأدب الإنجليزي، والرياضيات، والفيزياء وعلم النفس، مدة كل امتحان 170 دقيقة.
في الماضي، كانت هذه الاختبارات تقدم عدة مواضيع أخرى كمجالات الاقتصاد، والتعليم المنقّح (الحديث)، والهندسة، والجيولوجيا (علم الأرض)، والتاريخ، والموسيقى، وعلوم السياسة وعلم الاجتماع.
في أبريل 1998، توقفت الاختبارات المختصة بعلوم السياسة والتعليم الحديث، وفي أبريل 2000، توقفت الاختبارات المختصة بالتاريخ وعلم الاجتماع، وأربعة غيرها قد أُوقفت أيضاً.
سيتم إيقاف اختبار علوم الحاسب بعد أبريل 2013.

### اختبار الخرجين للدراسات العليا واختبار القبول للإدارة لطلاب الدراسات العليا
اختبار القبول للإدارة لطلاب الدراسات العليا (GMAT) هو اختبار حاسوبي موحد في الرياضيات واللغة الإنجليزية لقياس كفاءة النجاح أكاديمياً في الدراسات التجارية العليا كليات إدارة الأعمال عادة ما تستخدم الاختبار كواحدة من العديد من معايير الاختيار للقبول في برنامج الماجستير في إدارة الأعمال. مع ذلك، هناك الكثير من كليات إدارة الأعمال إلى تقبل درجة اختبار (GRE) أيضا.
وفيما يلي المعايير المعينة لبعض كليات إدارة الأعمال:
- كلية هارفرد لإدارة الأعمال: نتائج الأختبارات الرسمية لاختباري (GMAT) و (GRE) لا تزيد في العمر عن خمس سنوات.
- كلية داردن: تقبل اختبار GRE بدلا من اختبار GMAT.
- معهد ماساتشوستس للتكنولوجيا: يتطلب الاختبارين GMAT وGRE قبل تعبئة ملف التسجيل.
- جامعة بن وارتون: الاختبارات الرسمية هي GRE أو GMAT.
- ستانفورد: اختبار GMAT مطلوب للقبول، وتقبل اختبار GRE -بالإضافة إلى اختبار GRE العام- كبديل.
- جامعة نيويورك - ستيرن: يفضل اختبار GMAT بقوة، ولكن درجات اختبار GRE تقبل أيضاً.
- شيكاغو بوث: تقبل كلا الاختبارين GRE وGMAT
- فاندربيلت أوين: تقبل كلا الاختبارين GRE وGMAT.
- بيركلي هاس: بدون استثناء، على جميع المتقدمين للدكتوراه للالتحاق بالبرنامج يجب إدراج الدرجات لاختبار GMAT أو GRE.
- كلية كولومبيا للأعمال: تقبل اختبار الـGRE بدلا من اختبار الـGMAT، فقط في حالة لم يأخذ الطالب اختبار الـGMAT في الخمس سنوات الماضية.
- جونز هوبكنز كاري: يقبل إما درجة اختبار الجي ار أي أو الجيمات.
- دارتماوث توك: يقبل إما درجة اختبار الجي ار أي أو الجيمات.
- شمال غرب كيلوغ: تقبل اما درجة اختبار (GRE) أو (GMAT).

ومقارنة مع اختبار الجيمات الذي يعتمد على المنطق فإن اختبار الـGRE يقيس القدرات اللفظية وهذا الاختلاف ينعكس على بنية كلا من الاختبارين وبغض النظر عن جزء الكتابة التحليلية فإن اختبار GRE يحتوي على مترادفات ومتضادات وكذلك تكملة جمل وقطعة فهم مقروءة في الجزء اللفظي بينما يحتوي الجيمات على تصحيح الجمل والتعليل النقدي وقطعة الفهم.

### التحضير
موارد متعددة متاحة للراغبين بإجراء اختبار GRE، والذي يتكون من نوعي اختبار تدريبي ذو أسئلة منفردة، إضافة إلى المزيد من الإسئلة التدربية ومراجعة للمادة، PowerPrep توفر برنامج تحضيري يُعرف بـ ETS حيث أن الآلة هي من تعد شكل الاختبار والاسألة المسخدمة، فإنها مفيدة لاعطاء الدرجة الحقيقة.
ETS لا يقدمون أسالتهم إبى أي شركة أخرى. مما يجعل الأسئلة مصدرهم الوحيد للدخل المادي، EST كانت تطبع «الكتاب الكبير» والذي يحتوي على العديد من الأسئلة المطابقة لأسئلة اختبار GRE ولكن لم يجذب هذا الكتاب انتباه أحد.
تقدم عدد من الشركات المناهج، والكتب وبعض مواد الإعداد الغير رسمية.
تدعي شركات الاعداد للاختبار مثل: كابلين وبرينستون ريفيو أن نماذج الاختبار دقيقة لدرجة أنك تحتاج أن تعتاد على أسئلة المؤسسة وعلى التوقيت والتركيز الخاص وكذلك استخدام طريقة الاستبعاد وأن هذه أفضل طريقة لزيادة درجتك في الاختبار.

### مواقع الاختبار
بما أن الاختبار العام واختبار التخصص تقام في العديد من المعاهد فإن الاختبار العام القائم على استخدام الحاسوب يعقد فقط في مراكز اختبار مزودة بتجهيزات تقنية مناسبة عادة ما يجد الطلاب الذين ينتمون للمدن الكبيرة في الولايات المتحدة أو أولئك الذين يرتادون الجامعات العريقة مراكز اختبار قريبة ولكن الطلاب الذين يقطنون المناطق البعيدة قد يتوجب عليهم السفر لعدة ساعات للوصول للمدن أو الجامعات قد يكون في بعض الأرياف الصناعية مراكز اختبار ولكن في بعض الأحيان يتوجب على الطلبة الخروج إلى المدن.

### المصداقية
وقد ورد في تحليل لمصداقية اختبار GRE للتنبؤ بنجاح الطلاب ان هناك علاقة بين تتراوح من 30 إلى 45 بين نتائج اختبار GRE وكلاً من نتائج السنة الأولى والمعدل العام للطلاب بشكل عام والعلاقة بين درجة اختبار GRE معدل إنجاز الطلاب يتراوح بين 11 (لجزء التحليل المحذوف حاليا) إلى 39 (لاختبار التخصص الخاص ب GRE) والعلاقة بالنسبة لمعدل التقييمات يتراوح بين 35 و50.

## المآخذ

### التحيز
ادعى المنتقدون للاختبار أن منهجية تكيف الحاسوب قد تثبط بعض الطلاب لأن صعوبة الأسئلة تتغير تبعاً لأداء الطالب فعلى سبيل المثال: إذا لاحظ المتقدمون للاختبار ظهور أسئلة سهلة في منتصف الاختبار فإن هم قد يستنتجون أنهم لا يؤدون الاختبار بشكل جيد وبالتالي سيؤثر ذلك على قدراتهم أثناء الاختبار، على الرغم من أن صعوبة الاختبار ذاتية وغير موضوعية. وعلى العكس طرق الاختبار العادية قد تثبط الطلاب باعطائهم أسئلة أصعب في بداية الاختبار.
كما ذكر النقاد أن طريقة الاختبارات الحاسوبية المتكيفة مع قدرات الفرد والتي تضع أهمية أكثر على الأسئلة الأولى يمكن اعتبارها ضد الطلاب الذين يكون أدائهم سيئاً عادة في بداية الاختبار بسبب الإجهاد أو الارتباك قبل أن يصبحون أكثر راحة خلال الاختبار، ومن ناحية أخرى فإنه يمكن القول بإن اختبارات القياس ذات النموذج الثابت «منحازة» ضد الطلاب الذين تكون قدرتهم على تحمل الاختبار أقل حيث أنهم يحتاجون لأدائه ضعف مدة الاختبار الحاسوبي التكيفي تقريباً وذلك من أجل الحصول على مستوى مماثل من الدقة.
وقد كان اختبار الـGRE عرضة للانتقاد بسبب التحيز العنصري المرتبط ب اختبارات قبول أخرى في عام 1998 لاحظت مجلة السود في التعليم العالي أن التيجة المتوسطة للطلاب السود لعام 1996 كانت على النحو الآتي 389 في القسم اللفظي و409 في القسم الكمي و423 في التحليلي، بينما كانت النتيجة المتوسطة للطلاب البيض 496 و538 و564 على التوالي.
في عام 2004 صرحت الجمعية الوطنية لاجتماع مدراء الاختبار بأن تلك الاختلافات البسيطة في النتيجة المتوسطة لا تشكل دليلا على الانحياز إلا في حالة اثبات تساوي السكان في القدرة.
المنهج الأكثر فعاليةً وقبولاً هو تحليل أداء اختبار الفروقات والتي تبحث في الاختلافات في منحنيات نظرية الاستجابة للمفردة لمجموعات فرعية؛ أفضل طريقة لهذا هو نظام DFIT.

### التوقع الضعيف لأداء المدرسة العليا
وقد تعرض اختبار GRE للانتقاد بسبب أنه قد لا يكون مقياساً حقيقياً فيما إذا كان الطالب سيكون متفوقاً في الدراسة الجامعية. روبرت ستيرنبرغ وهو الناقد لإختبارات الذكاء الحديثة بشكل عام منذ مدة طويلة (حالياً في جامعة ولاية أوكلاهوما-ستيلووتر؛ وعمل في جامعة ييل أثناء وقت هذه الدراسة) وجد أن اختبار GRE العام كان ضعيفاً في تنبؤه بالنجاح في الدراسات العليا لعلم النفس. وُجدت أقوى علاقة للجزء التحليلي من الاختبار (الموقوف حالياً).
وقد نشرت ETS تقريرا بعنوان «ماهي قيمة اختبار GRE» حيث أشار هذا التقرير إلى القيمة التنبؤية لاختبار GRE وأنها مؤشر للطالب على نجاحه في مستوى الدراسات العليا.
تعد مشكلة الدراسة الأولية هي الظاهرة الاحصائية لنطاق القيود حيث أن معامل الارتباط حساسة ضد مجموعة عينات الاختبار، وعلى وجه التحديد لو درس فقط الطلاب المقبولين في برنامج الدراسات العليا (وذلك في أبحاث ستيرنبيرق وويليامز وغيرهم) فإن العلاقة بين نجاح الطالب والاختبار تتلاشى، حيث تتراوح معامل الصحة من 30 إلى 45 وذلك بين اختبار GRE وبين معدل نقاط الخريج GPA لكل من خريج السنة الأولى والخريج العام في الدراسة التي نشرتها ETS.
قال كابلين وساكوزو أن الدرجة التي يمكن أن يتنبأ بها اختبار GRE هي درجات السنة الأولى من المرحلة الجامعية ولكن هذه العلاقة هي الوحيدة في نهاية سن المراهقة وبداية العشرينيات «إذا ارتبط الاختبار مع معيار ما عند المستوى 4 عندها يحتسب 16% من التغير في ذلك المعيار، بالإضافة إلى 84% الناتجة من عوامل وأخطاء غير معروفة».
تضع كليات الدراسات العليا أهمية كبيرة على اختبارات القياس بدلا من التركيز على العوامل التي تقيم النجاح بالدراسات العليا بشكل أكبر مثل خبرة البحث السابقة أو GPAs أو الخبرة في العمل، وعلى الرغم من أن كليات الدراسات العليا تأخذ بعين الاعتبار لهذه المجالات فإنها في كثير من الأوقات لا تنظر إلى المتقدمين الذين تكون نتائجهم أقل من الدرجة الحالية وهي تقريبا 314 (1301 سابقاً). كما ذكر كابلان وساكوزو أيضا أن «اختبار GRE لايمكنه أن يتنبأ بمهارة التحليل ولا بالقدرة على حل المشاكل الواقعية».
في عام 2007، وجدت دراسة أجرتها إحدى الجامعات وجود ارتباط من 30. إلى 45. بين GRE والسنة الأولى والمعدل الإجمالي للخريجين. تراوحت العلاقة بين درجة GRE ومعدلات إتمام الدراسات العليا من 11. (للقسم التحليلي البائد الآن) إلى 39.(لاختبار موضوع GRE). تراوحت العلاقات مع تصنيفات أعضاء هيئة التدريس من 35. إلى 50.

### القابلية التاريخية للغش
في جلسات الاستماع أمام لجنة نيويورك التشريعية في مايو عام 1994، حذرت شركة كابلان التعليمية إدارة الاختبارات التعليمية (ETS) أن مجموعات الأسئلة الصغيرة في الاختبار الحاسوبي الذي يحدد مستوى الصعوبة وفقاً لأداء المتقدم (computer-adaptive test) يزيد من احتمالية الغش في الاختبار.
أكد المحققون أن إدارة الاختبارات التعيلمية (ETS) كانت تستخدم مجموعات متعددة من الأسئلة وأن الاختبار كان مؤمّناً، وقد تم اكتشاف عدم صحتها مؤخراً
استجابةً لبلاغات الطلاب بتكرار الأسئلة قام خوسيه فيريرا -مدير برنامج GRE لشركة كابلان والمدير التنفيذي الحالي لشركة نيوتن- بقيادة فريق مكون من 22 من الموظفين توزعوا في 9 مدن أمريكية لأداء الاختبار. تقدمت شركة كابلان بـ 150 سؤالاً لإدارة الاختبارات التعليمية والتي تمثل 70-80% من أسئلة اختبار GRE. وفقاً لنشرات الاخبار الصادرة في وقت مبكر أظهرت ETS امتنانها لشركة ستانلي كابلان لتحديدها للمشكلة الأمنية.
في 31 من ديسمبر رفعت إدارة الاختبارات التعليمية دعوى قضائية على شركة كابلان لانتهاكها قانون خصوصية الاتصالات الإلكترونية الفيدرالي، وقوانين حقوق النشر، والإخلال بالعقود، والاحتيال، واتفاقية السرية التي وقعها المتقدمين في يوم الاختبار. وفي الثاني من يناير عام 1995م توصلوا إلى اتفاق خارج المحكمة.
إضافةً إلى ذلك، في عام 1994م النظام الحسابي المسجل على شكل حاسوب التكيف لإختبارات تقييم الخريجين أُكتُشِف أنه كان غير موثوق. اعترفت إدارة الاختبارات التعليمية أن موظفي شركة كابلان بقيادة خوسيه فيريرا قاموا ببرمجة عكسية لخصائص أساسية لخوارزميات جمع الدرجات في اختبار GRE. ووجد الباحثون ان أداء المتقدمين للاختبار في بعض الأسئلة الأولى من الاختبار له تأثير متفاوت على درجة المتقدم النهائية. للحفاظ على نزاهة الحسابات راجعت ETS سجلاتها وتوظف حلول حسابية أكثر تعقيداً.